# Olga Ravn
Olga Sofia Ravn (nascuda el 27 de setembre de 1986) és una poeta i novel·lista danesa. Inicialment va publicar poesia que va ser aclamada per la crítica, així com també ho va ser la seva primera novel·la Celestine (2015). També és traductora i ha treballat com a crítica literària per Politiken i diverses altres publicacions daneses.

## Primers anys i educació
Olga Ravn va néixer i es va criar a Copenhaguen, filla de la cantant Anne Dorte Michelsen i de l'artista i dissenyador visual Peter Ravn. El 2010 es va graduar a l'Escola Danesa d'Autors, la Forfatterskolen, en aquella ciutat.

## Treball
Ravn va publicar el seu primer poema a la revista literària de Copenhaguen Hvedekorn el 2008. Des de llavors, la seva poesia ha aparegut a Konvolut 28/6, Trappe Tusind, Verbale Pupiller, Antologi 2010 i Forfatterskolens Afgangsantologi 2010. La seva primera poesia, descrita com a "rítmica, lúdica, sensual i rica en imatges", va obtenir una recepció crítica positiva.
El 2012 Ravn va publicar la seva primera col·lecció de poesia, Jeg æder mig selv som lyng ("I Eat Myself Like Heather"). La col·lecció explora com reaccionen els cossos de les dones joves davant l'amistat, el sexe i l'amor. L'any 2013 la col·lecció es va traduir al suec.
El 2014, Ravn va publicar un chapbook de poesia titulat Mean Girl, format per fulls de paper de colors i retalls brillants. Només se'n van publicar 250 còpies, cadascuna preparada amb atenció individual perquè cap fos idèntica. Mean Girl (et utdrag), una selecció de Mean Girl traduïda al noruec, va ser publicada per Flame Forlag el 2015.
Ravn va ser editora del llibre de 2015 Jeg ville være enke, og jeg ville være digter: Glemte tekster af Tove Ditlevsen ("Volia ser vídua i volia ser poeta: textos oblidats de Tove Ditlevsen").
El 2015 va publicar la seva primera novel·la, Celestine, sobre l'obsessió d'una professora d'un internat per un fantasma que té molt en comú amb ella. La principal diferència entre tots dos, assenyala la professora, és que encara no és morta.
El 2021 apareix The Employees: A workplace novel of the 22nd century, una novel·la de treball i vida a bord d'un vaixell a l'espai profund en el futur. Aquesta novel·la va ser preseleccionada per a l'International Booker Prize 2021 i el 2022 per al premi inaugural Ursula K. Le Guin de ficció.
Ravn publica regularment escrits breus, vídeos i imatges al seu blog i al seu compte de Tumblr.

## Recepció crítica
Ravn va rebre una crítica positiva a l'edició de tardor de la revista literària danesa el 2011, que va descriure la seva imminent col·lecció de poesia, Jeg æder myself som lyng, com a "una col·lecció apassionada i lírica que tracta d'alliberar-se del paper de noia". També es va dir que el llibre va rebre crítiques positives de la crítica danesa que el van descriure com a "ple de talent" i "ambiciós i ben treballat".
A Celestine, Søren Kassebeer de Berlingske felicita l'autora pel seu ús del llenguatge: "Ella pot aconseguir moltíssim amb les paraules... Sembla que no hi ha límits a la seva capacitat per crear imatges". No obstant això, encara que troba Celestine llegible, no ho considera un èxit total, comentant que s'atura constantment en els sentiments expressats pel narrador o pel fantasma, en lloc de dir simplement el que cal dir. Lilian Munk Rösing de Politiken està especialment impressionada amb l'ús de les imatges i la metàfora per part de Ravn, que s'obsessiona totalment amb el domini de l'autora d'un llenguatge potent i, de vegades, humorístic. Victor Malm escrivint a Sydsvenskan diu: "La novel·la [s'assembla a] Marguerite Duras i Clarice Lispector. A través d'un intens esbandit d'escenes, imatges i records s'evoca una sensació buida de la vida per davant."
El 2019, Ravn va rebre el premi Beatrice. La seva novel·la La plantilla va ser preseleccionada per a l'International Booker Prize.

## Altres activitats
Ravn és professora d'escriptura a la Testrup Højskole, crítica literària a Politiken i editora a Gyldendal.

### Llibres
- Ravn, Olga. Celestine (en danès).  Gyldendal, 2015. ISBN 978-87-02-16699-6. (Novel)
- Ravn, Olga. Mean girl (et utvalg) (en noruec bokmål).  Flamme Forlag, 2015. ISBN 978-82-8288-119-7. Arxivat 2015-08-01 a Wayback Machine. (Poems)
- Ditlevsen, Tove. Olga Ravn. Jeg ville være enke, og jeg ville være digter: Glemte tekster af Tove Ditlevsen (en danès).  Gyldendal, 19 març 2015. ISBN 978-87-02-17283-6.
- Ravn, Olga. Mean Girl (en danès).  Private, 2014. (Poems)
- Ravn, Olga. Jeg æder mig selv som lyng: pigesind (en danès).  Gyldendal, 2012. ISBN 978-87-02-11836-0. (Poems)
- Ravn, Olga. The Employees (en danès).  Lolli Editions, 2020. ISBN 978-19-99-99288-0. (Novel)

### Articles seleccionats
- «Olga Ravn: Tove, pengene og skriften» (en danès). , 09-03-2015.
- «Sorry Mallarmé» (en danès). Information.dk, 27-02-2014 [Consulta: 22 octubre 2015].
- «Olga Ravn: At skrive er en måde at tænke på» (en danès). , 04-02-2014.
- «Nomineret: Ida Jessen» (en danès). Information.dk, 14-11-2013 [Consulta: 22 octubre 2015].
- «Nomineret: Yahya Hassan» (en danès). Information.dk, 14-11-2013 [Consulta: 22 octubre 2015].
- «Jeg var Vita Andersens sætning» (en danès). Information.dk, 08-11-2013 [Consulta: 22 octubre 2015].
- «Med kærlige hilsner» (en danès). Information.dk, 16-05-2012 [Consulta: 22 octubre 2015].
- «Om spøgelser i april» (en danès). Information.dk, 13-04-2012 [Consulta: 22 octubre 2015].
- «En død mands damer» (en danès). Information.dk, 16-02-2012 [Consulta: 22 octubre 2015].
- «Ikke til oversættelse» (en danès). Information.dk, 06-01-2012 [Consulta: 22 octubre 2015].
- «Jeg skriver til dem fra kysten ...» (en danès). Information.dk, 24-11-2011 [Consulta: 22 octubre 2015].